# Albrecht Alt
Albrecht Alt (ur. 20 września 1883 w Stübach (Frankonia), zm. 24 kwietnia 1956 w Lipsku) – niemiecki teolog protestancki.
Najstarszy syn duchownego luterańskiego. Ukończył gimnazjum w Ansbach, studiował teologię na Friedrich-Alexander-University w Erlangen i na Uniwersytecie w Lipsku. W 1907/08 był kandydatem na urząd wykładowcy w luterańskim seminarium w Monachium. W roku 1908 był stypendystą Niemieckiego Instytutu protestanckiej Archeologii Ziemi Świętej w Jerozolimie i podjął swoją pierwszą podróż do Palestyny. W tym samym roku został przełożonym kolegium teologicznego w Greifswaldzie. W 1909 roku napisał dzieło Izrael i Egipt w ramach doktoratu na Uniwersytecie w Greifswaldzie.
W 1912 roku został profesorem nadzwyczajnym w Greifswaldzie, w 1914 roku został mianowany profesorem na Uniwersytecie w Bazylei. W czasie I wojny światowej służył jako lider w Wydziale Kartografii armii niemieckiej Wschodniej. Po wojnie został ponownie mianowany profesorem w Bazylei, w 1920 proboszczem w Kościele Ewangelickim w Jerozolimie. W 1921 roku został zatrudniony na uniwersytecie w Halle, a w 1923 roku na Uniwersytecie w Lipsku.

## Główne prace
- Der Gott der Väter: Ein Beitrag zur Vorgeschichte der israelitischen Religion, Stuttgart: Kohlhammer, 1929
- Der Stadtstaat Samaria, Berlin: Akademie-Verlag, 1954,
- Die Herkunft der Hyksos in neuer Sicht, Berlin: Akademie-Verlag, 1954
- Essays on Old Testament history and religion
- "Origins of Israelite law" Die Ursprünge des israelitischen Rechts, Leipzig: Hirzel, 1934
- Völker und Staaten Syriens im frühen Altertum, Leipzig: Hinrichs, 1936
- Where Jesus worked: Towns and villages of Galilee studied with the help of local history [Stätten des Wirkens Jesu in Galiläa territorialgeschichtlich betrachtet (1949);] (ang.)